# Julio Mario Santo Domingo Jr
Julio Mario Santo Domingo Braga (Nova York, 1958 – março de 2009) foi o diretor do Grupo Santo Domingo, conglomerado de sua família de mais de 100 empresas em setores como energia, mídia, cervejeira, turismo, pesca e imóveis. Santo Domingo era o primogênito de Julio Mario Santo Domingo Pujamero e da brasileira Edyala Braga, da mesma família que Eduardo Braga, governador do estado de Amazonas, e ex-esposa de Benjamin Vargas, irmão de Getulio Vargas. A revista Forbes estimou que a riqueza de Santo Domingo era de $ 8,5 bilhões, posicionado em 108º lugar na lista dos bilionários do mundo.

## Biografia
Ele estudou literatura na Universidade de Columbia  e direito na  Universidade Pantheon-Assas.
 
Foi membro de La Cueva, o famoso grupo de artistas e intelectuais de Barranquilla que incluía o novelista García Márquez. No final dos anos 1960, assumiu o controle da indústria cervejeira fundiu a empresa de cerveja de seu pai com a maior cervejaria nacional, a Bavaria. Começando com apenas 10%, ele lentamente transformou a holding em uma participação controladora de 75%. Também controlava a companhia aérea Avianca e o jornal El espectador, o segundo maior da Colômbia. 

Ao longo de toda a sua vida, ele era apaixonado pela literatura de todos os períodos, mas especialmente pela literatura francesa dos séculos XIX e XX. Ele era um colecionador de livros e manuscritos impressos. Tinha uma consideração especial por Marcel Proust, mas ele também admirava e colecionava as obras de Baudelaire, Rimbaud e Verlaine. Ele tinha enormes coleções de rock and roll e antiguidades chinesas de ópio e era um fervoroso fã do AS Saint-Étienne, um time de futebol francês. Sua pesquisa na área de magia  é complementada por uma extensa 50.000 livros, manuscritos, pulp fiction, gravações, filmes, objetos, discos, fragmentos de arte, série de textos que abordam o mundo interior, o universo inexplorado de plantas alucinógenas, a espiritualidade das sabedorias não-ocidentais, hoje catalogados na Universidade de Havard.
Casou-se com a modelo brasileira Vera Rechulski, de São Paulo, e tiveram dois filhos: Tatiana Santo Domingo (nascida em 1983) e Julio Mario Santo Domingo, III (nascido em 1985). Na época de sua morte, ele deixou seus filhos e meio-irmãos Alejandro Santo Domingo, um financista e sucessor da família como diretor do Grupo Santo Domingo, e Andrés Santo Domingo, um músico. Santo Domingo morreu em Nova York de câncer, diagnosticado em outubro de 2008. 